# Falkensee
Falkensee (pronunciación en alemán: /ˈfalkn̩ˌzeː/ⓘ) es un municipio situado en el distrito de Havelland, en el estado federado de Brandeburgo (Alemania), a una altura de 30 metros. Su población a finales de 2016 era de 43 000 habs. y su densidad poblacional, 1000 hab/km².